# Christian Salzmann (Pädagoge)

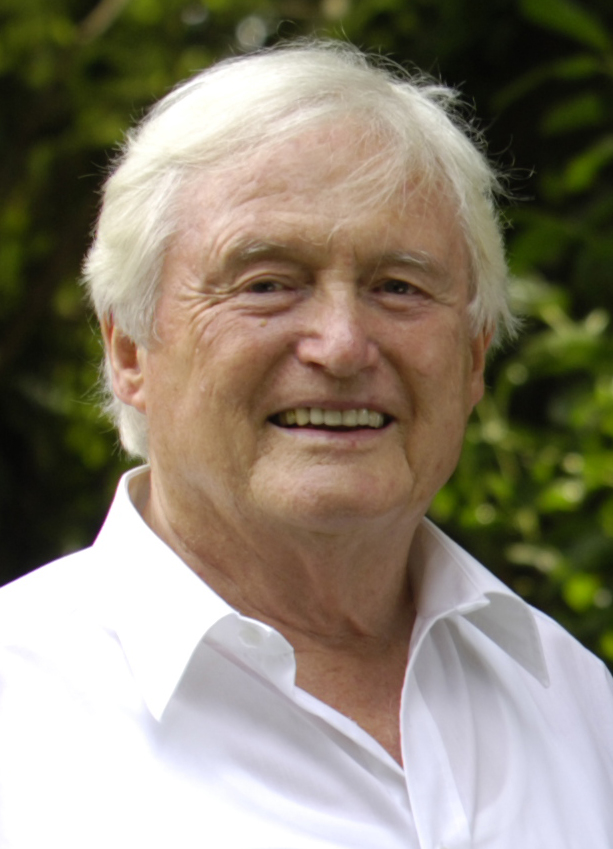
Christian Salzmann (2008)

Christian Salzmann (* 1. Februar 1931 in Bleckmar; † 6. Juni 2018 in Osnabrück) war ein deutscher Pädagoge und Hochschullehrer.

## Leben
Salzmann war der Sohn eines Pfarrers der altlutherischen Kirche. Während seines Lehramtsstudiums an der Pädagogischen Hochschule in Celle folgte er der Hochschule mit deren Umzug nach Osnabrück. Neben seiner Tätigkeit als Lehrer im Schuldienst studierte er berufsbegleitend an der Universität Münster Erziehungswissenschaft, Philosophie, Soziologie, Christliche Sozialwissenschaft und Psychologie und wurde dort 1964 zum Dr. phil. promoviert.
Nach Tätigkeiten als Hochschulassistent an der PH Osnabrück und als wissenschaftlicher Assistent am Institut für Erziehungswissenschaften der Universität Münster wurde er 1965 Dozent an der Pädagogischen Hochschule Westfalen-Lippe (Abteilung Münster). Von 1968 bis 1972 lehrte er als ordentlicher Professor für Pädagogik an der Pädagogischen Hochschule Ruhr (Abteilung Duisburg), von 1965 bis 1980 als Professor an der Universität Münster. Von 1972 bis zu seiner Emeritierung im Jahr 1998 lehrte er als Professor für Pädagogik an der Universität Osnabrück und hatte ab 1972 auch an der Universitätsmedizin der Gesamthochschule Duisburg gelehrt. Ab 1974 gehörte er dem Vorstand der Universitäts-Gesellschaft Osnabrück an, ab 1975 war er Mitglied des Senats der Universität Osnabrück.
Weitere Funktionen übte er als Mitglied der Deutschen Gesellschaft für Erziehungswissenschaft und ab 1981 als stellvertretender Landesvorsitzender des Hochschulverbands Niedersachsen sowie Vorsitzender des Arbeitskreises Hochschule der CDU Osnabrück aus.
Von 1974 bis 1982 veröffentlichte er verschiedene Arbeiten zur Modelltheorie für Unterrichtsforschung und Unterrichtsplanung. Ausgehend von seiner Beschäftigung mit der Reformpädagogik und der Suche nach Möglichkeiten ihrer Reaktualisierung entwickelte Salzmann das Konzept des Regionalen Lernens. Zu dessen praktischer Umsetzung schuf er in Nolle (Dissen am Teutoburger Wald) den Lernstandort Noller Schlucht.
Salzmann war Mitglied des Kuratoriums der Lutherischen Theologischen Hochschule Oberursel der Selbständigen Evangelisch-Lutherischen Kirche (SELK) und jahrzehntelang Mitglied und später auch Vorsitzender der Kommission für Kirchliche Unterweisung der SELK.
Verheiratet war Christian Salzmann mit Christiane Salzmann, geborene von Mosqua († 2012). Aus der Ehe gingen zwei Söhne hervor. Christian Salzmann starb am 6. Juni 2018 und wurde auf dem Heger Friedhof in Osnabrück beigesetzt.

## Auszeichnungen
- 2009: Verdienstkreuz am Bande des Verdienstordens der Bundesrepublik Deutschland[2]

## Veröffentlichungen (Auswahl)
- Studien zu einer Theorie des Prüfens und Erprobens im Raum der Erziehung. 1967. Zugleich Dissertation Münster 1965.
- mit Friedrich Thiemann und Wilhelm Wittenbruch: Unterrichtsmedien im Gespräch – Bausteine zu einer neuen Medienkonzeption in Unterricht und Erziehung. Schindele, Neuburgweier 1975; 2. Aufl. 1976, ISBN 3-88070-111-3.
- Unterrichtsmedien im Gespräch. 1975.
- Impuls – Denkanstoß – Lehrerfrage. 4. Auflage 1977.
- als Hrsg.: Pädagogik und Widerstand – Pädagogik und Politik im Leben von Adolf Reichwein. Verlag: Fachbereich 3 der Universität Osnabrück, 1984.
- Regionales Lernen und Umwelterziehung: beispielhafte erlebnispädagogische Reflexionen. Neubauer, Lüneburg 1991, ISBN 3-88456-098-0.
- mit Carsten Mayer und Heinrich Baeumer: Die Theorie und Praxis des regionalen Lernens. Umweltpädagogische Impulse für ausserschulisches Lernen. Peter Lang, Frankfurt 1995, ISBN 3-631-48696-0.